# Live au Dôme de Marseille
 (février 2024).
Si vous disposez d'ouvrages ou d'articles de référence ou si vous connaissez des sites web de qualité traitant du thème abordé ici, merci de compléter l'article en donnant les références utiles à sa vérifiabilité et en les liant à la section « Notes et références ».
Albums de Soprano
Puisqu'il faut vivre
(2007) De Puisqu'il Faut Vivre à la Colombe
(2010)
Live au Dôme de Marseille est le premier album live de Soprano, édité par EMI sorti le 31 mars 2008. 
Cet album live contient aussi un DVD Live nommé Psychanalyse après l'album qui retrace la carrière de Soprano de ses débuts à son solo. On y retrouve beaucoup d’inédits, des interviews et des témoignages de Akhenaton, Psy 4 De La Rime, Diam's, Blacko ou Léa. À sa sortie, cet album live se classe 39e dans les charts. Cet album a été enregistré en novembre 2007 au Dôme de Marseille.

## Liste des pistes (CD)
| No  | Titre                                     | Durée |
| --- | ----------------------------------------- | ----- |
| 1.  | Le Divan                                  | 3:30  |
| 2.  | Halla Halla                               | 4:47  |
| 3.  | Moi j'ai Pas                              | 3:27  |
| 4.  | A la bien                                 | 4:08  |
| 5.  | Comme une bouteille à la mer              | 4:13  |
| 6.  | Mélancolique Anonyme feat. Diam's         | 4:13  |
| 7.  | Interlude feat. Mino                      | 1:54  |
| 8.  | Tant que Dieu feat.Mino                   | 4:16  |
| 9.  | M.A.R.S. feat.Mino                        | 4:16  |
| 10. | La Famille feat. Léa                      | 4:33  |
| 11. | Welcome feat.Psy4 de la Rime              | 4:42  |
| 12. | Bombe Humaine                             | 6:02  |
| 13. | Ferme les yeux et imagine toi feat.Blacko | 5:28  |
| 14. | Puisqu'il faut vivre                      | 6:30  |